# This Means War (Tank-Album)
This Means War ist das dritte Studioalbum der New-Wave-of-British-Heavy-Metal-Band Tank. Es erschien 1983.

## Entstehung
Nach dem zweiten Album Power of the Hunter hatte die Band als zweiten Gitarristen Mick John Tucker als  aufgenommen, der vorher bei Axis und White Spirit gespielt hatte. In dieser Besetzung wurde im Juni 1983 This Means War mit dem Produzenten John Verity aufgenommen, der bereits mit Saxon und Argent gearbeitet hatte. Als Gastmusikerinnen steuerten Denise Dufort von Girlschool sowie Jody Turner und Julie Turner von Rock Goddess Hintergrundgesang bei. Echoes of a Distant Battle wurde als 7”- und 12”-Single ausgekoppelt.

## Titelliste
Alle Lieder wurden von Ward, Tucker und den Gebrüdern Brabbs geschrieben.
1. Just Like Something from Hell – 8:30
2. Hot Lead, Cold Steel – 5:46
3. This Means War – 5:18
4. Laughing in the Face of Death – 5:16
5. (If We Go) We Go Down Fighting – 5:26
6. I (Won’t Ever Let You Down) – 4:40
7. Echoes of a Distant Battle – 5:03

## Musikstil und Texte
Das Album stellte eine laut Malc Macmillan „ziemlich radikale Abkehr“ vom stark motörhead-beeinflussten Stil und eine „selbstbewusste Entwicklung zu längeren und ambitionierteren Kompositionen“ dar. Stellenweise ist das Album zugänglicher, mit gelegentlichem Keyboard-Einsatz. Die Gitarrenarbeit zeigte, dass die oft verspottete Band „tatsächlich eine viel beachtlichere und zukunftsweisende Gruppe sein könnte, als viele beiläufige Beobachter ursprünglich angenommen hatten“. Die Texte behandeln erneut den Krieg, wobei die „expliziten Texte der Phantasie des Hörers wenig überlassen“.

## Kritiken
Manfred Kerschke schrieb über This Means War: „Schon der Opener ‚Just like something from Hell‘ sagt alles. Irgendwie stehen alle LPs nach dem Debüt im Schatten desselben, was nicht wirklich so ist, aber das Debüt erscheint genau zum richtigen Zeitpunkt, und der Donnerschlag, den es auslöste, ist nunmal nicht zu wiederholen.“ Laut Macmillan deutete das Album eine „unbestreitbare Rückkehr zu alter Form“ an und zeigte eine „bedeutende Entwicklung in viel versiertere Regionen“.
Eduardo Rivadavia von Allmusic bezeichnete das Album als „unqualifizierte Rückkehr zum Heavy Metal“ nach dem „Einbruch“ mit dem zweiten Album Power of the Hunter. Sein Kollege Ralph Heibutzki bezeichnete „Erben“ des „rudimentären Debüts“ Filth Hounds of Hades als „Volltreffer“ mit „einprägsamen Riffs, lebhaften Texten und rasiermesserschafer Produktion“. Das Album sei ein Lehrbuchbeispiel für Thrash Metal der 1980er-Jahre.